# Calomys venustus
Calomys venustus är en gnagare i släktet aftonmöss som förekommer endemisk i nordvästra Argentina. Populationen listades tidvis som synonym till Calomys callosus.

## Utseende
Denna gnagare är störst i sitt släkte med ett nästan 29 mm långt kranium. Den långa och mjuka pälsen har på ovansidan en brun färg med inslag av grått och gult och flera hår har svarta spetsar. Fram mot kroppens sidor blir pälsen ljusare och det finns en gulbrun gränslinje mot den ljusgråa undersidan. Undersidans hår är gråa nära roten och vit vid spetsen. Flera hår vid hakan är vita. Typisk är en tofs av ljusbruna hår vid öronens framsida och en otydlig gulbrun fläck bakom öronen. Svansen bär päls och den har en brun ovansida samt en vit undersida. På händer och fötter förekommer vit päls. Honans 10 till 14 spenar är ordnade i par. Den diploida kromosomuppsättningen bildas av 56 kromosomer (2n=56).

## Utbredning och ekologi
Arten lever i provinsen Córdoba i Argentina samt i angränsande delar av San Luis och Santiago del Estero. Den vistas i torra buskskogar och i gräsmarker. Calomys venustus hittas ofta vid kanten av fält, vägar, järnvägar och andra ställen med högt gräs. Populationen är störst under maj och juni (höst på södra jordklotet) efter tider med regn. Under den kalla årstiden intas troligtvis ett stelt tillstånd (torpor). Enligt ett fåtal undersökningar äts främst gräs och blad under våren och hösten samt frön under sommaren. Dessutom ingår några smådjur i födan. Honor kan ha flera kullar per år som föds under våren, sommaren och sensommaren. Antalet ungar per kull är varierande. Denna aftonmus plågas ofta av fästingen Amblyomma tigrinum.

## Hot
För beståndet är inga hot kända och hela populationen bedöms som stabil. IUCN listar arten som livskraftig (LC).